# 40e Primetime Emmy Awards
De 40e Primetime Emmy Awards, waarbij prijzen werden uitgereikt in verschillende categorieën voor de beste Amerikaanse televisieprogramma's die op primetime werden uitgezonden tijdens het televisieseizoen 1987-1988, vond plaats op 28 augustus 1988 in het Pasadena Civic Auditorium in Pasadena, Californië.
De genomineerden werden bekendgemaakt op 28 juli. In eerste instantie was Rumpole of the Bailey genomineerd als miniserie, maar op 9 augustus werd de serie gediskwalificeerd en vervangen door The Bourne Identity. Op 20 augustus maakte de Academy of Television Arts & Sciences bekend dat de producers van "Rumpole" verkeerd geadviseerd waren en dat de serie werd genomineerd als dramaserie.

## Winnaars en genomineerden
De winnaars staan bovenaan in vet lettertype.

### Programma's
| Dramaserie (Outstanding Drama Series) | Komedieserie (Outstanding Comedy Series) |
| --- | --- |
| - thirtysomething - Beauty and the Beast - L.A. Law - Rumpole of the Bailey - St. Elsewhere | - The Wonder Years - Cheers - Frank's Place - The Golden Girls - Night Court                                                                                           |
| Miniserie (Outstanding Miniseries) | Televisiefilm (Outstanding Drama/Comedy Special) |
| - The Murder of Mary Phagan - Baby M - Billionaire Boys Club - The Bourne Identity - Lincoln | - Inherit the Wind - The Ann Jillian Story - The Attic: The Hiding of Anne Frank - Foxfire (Hallmark Hall of Fame) - The Taking of Flight 847: The Uli Derickson Story |
| Variété-, muzikale- of komische show (Outstanding Variety, Music or Comedy Program) | |
| - Irving Berlin's 100th Birthday Celebration - Late Night with David Letterman - Late Night with David Letterman (Aflevering: "6th Anniversary Special") - The Smothers Brothers Comedy Hour - The Tracey Ullman Show | |

### Acteurs

#### Hoofdrollen
| Mannelijke hoofdrol in een dramaserie (Outstanding Lead Actor in a Drama Series) | Vrouwelijke hoofdrol in een dramaserie (Outstanding Lead Actress in a Drama Series) |
| --- | --- |
| - Richard Kiley als Joe Gardner - A Year in the Life - Corbin Bernsen als Arnie Becker - L.A. Law - Ron Perlman als Vincent - Beauty and the Beast - Michael Tucker als Stuart Markowitz - L.A. Law - Edward Woodward als Robert McCall - The Equalizer | - Tyne Daly als Mary Beth Lacey - Cagney & Lacey - Susan Dey als Grace Van Owen - L.A. Law - Jill Eikenberry als Ann Kelsey - L.A. Law - Sharon Gless als Christine Cagney - Cagney & Lacey - Angela Lansbury als Jessica Fletcher - Murder, She Wrote                         |
| Mannelijke hoofdrol in een komedieserie (Outstanding Lead Actor in a Comedy Series) | Vrouwelijke hoofdrol in een komedieserie (Outstanding Lead Actress in a Comedy Series) |
| - Michael J. Fox als Alex P. Keaton - Family Ties - Dabney Coleman als Slap Maxwell - The Slap Maxwell Story - Ted Danson als Sam Malone - Cheers - Tim Reid als Frank Parrish - Frank's Place - John Ritter als Harry Hooperman - Hooperman            | - Beatrice Arthur als Dorothy Zbornak - The Golden Girls - Kirstie Alley als Rebecca Howe - Cheers - Blair Brown als Molly Dodd - The Days and Nights of Molly Dodd - Rue McClanahan als Blanche Devereaux - The Golden Girls - Betty White als Rose Nylund - The Golden Girls |
| Mannelijke hoofdrol in een miniserie of televisiefilm (Outstanding Lead Actor in a Miniseries or a Special) | Vrouwelijke hoofdrol in een miniserie of televisiefilm (Outstanding Lead Actress in a Miniseries or a Special) |
| - Jason Robards als Henry Drummond - Inherit the Wind - Hume Cronyn als Hector Nations - Foxfire - Danny Glover als Nelson Mandela - Mandela - Stacy Keach als Ernest Hemingway - Hemingway - Jack Lemmon als John Slaton - The Murder of Mary Phagan   | - Jessica Tandy als Annie Nations - Foxfire - Ann Jillian als Ann Jillian - The Ann Jillian Story - Mary Tyler Moore als Mary Todd Lincoln - Lincoln - Mary Steenburgen als Miep Gies - The Attic: The Hiding of Anne Frank - JoBeth Williams als Mary Beth Whitehead - Baby M |

#### Bijrollen
| Mannelijke bijrol in een dramaserie (Outstanding Supporting Actor in a Drama Series) | Vrouwelijke bijrol in een dramaserie (Outstanding Supporting Actress in a Drama Series) |
| --- | --- |
| - Larry Drake als Benny Stulwicz - L.A. Law - Ed Begley jr. als Victor Ehrlich - St. Elsewhere - Timothy Busfield als Elliot Weston - thirtysomething - Alan Rachins als Douglas Brackman - L.A. Law - Jimmy Smits als Victor Sifuentes - L.A. Law       | - Patricia Wettig als Nancy Krieger Weston - thirtysomething - Bonnie Bartlett als Ellen Craig - St. Elsewhere - Polly Draper als Ellyn Warren - thirtysomething - Christina Pickles als Helen Rosenthal - St. Elsewhere - Susan Ruttan als Roxanne Melman - L.A. Law                              |
| Mannelijke bijrol in een komedieserie (Outstanding Supporting Actor in a Comedy Series) | Vrouwelijke bijrol in een komedieserie (Outstanding Supporting Actress in a Comedy Series) |
| - John Larroquette als Dan Fielding - Night Court - Kelsey Grammer als Frasier Crane - Cheers - Woody Harrelson als Woody Boyd - Cheers - Peter Scolari als Michael Harris - Newhart - George Wendt als Norm Peterson - Cheers                           | - Estelle Getty als Sophia Petrillo - The Golden Girls - Julia Duffy als Stephanie Vanderkellen - Newhart - Jackée Harry als Sandra Clark - 227 - Katherine Helmond als Mona Robinson - Who's the Boss? - Rhea Perlman als Carla Tortelli - Cheers                                                 |
| Mannelijke bijrol in een miniserie of televisiefilm (Outstanding Supporting Actor in a Miniseries or a Special) | Vrouwelijke bijrol in een miniserie of televisiefilm (Outstanding Supporting Actress in a Miniseries or a Special) |
| - John Shea als Bill Stern - Baby M - Dabney Coleman als Gary Skoloff - Baby M - Anthony Quinn als Socrates Onassis - Onassis: The Richest Man in the World - Ron Silver als Ron Levin - Billionaire Boys Club - Bruce Weitz als Rick Whitehead - Baby M | - Jane Seymour als Maria Callas - Onassis: The Richest Man in the World - Stockard Channing als Susan Reinert - Echoes in the Darkness - Ruby Dee als Elizabeth Keckley - Lincoln - Julie Harris als Alice - The Woman He Loved - Lisa Jacobs als Anne Frank - The Attic: The Hiding of Anne Frank |

### Regie
| Regie van een dramaserie (Outstanding Directing in a Drama Series) | Regie van een komedieserie (Outstanding Directing in a Comedy Series) |
| --- | --- |
| - Mark Tinker - St. Elsewhere (Aflevering: "Weigh In, Way Out") - Kim H. Friedman - L.A. Law (Aflevering: "Handroll Express") - Gregory Hoblit - L.A. Law (Aflevering: "The Wizard of Odds") - Rod Holcomb - China Beach (Aflevering: "Pilot") - Win Phelps - L.A. Law (Aflevering: "Full Marital Jacket") - Sam Weisman - L.A. Law (Aflevering: "Beauty and Obese") | - Gregory Hoblit - Hooperman (Aflevering: "Pilot") - James Burrows - Cheers (Aflevering: "Backseat Becky, Up Front") - Terry Hughes - The Golden Girls (Aflevering: "Old Friends") - Alan Rafkin - It's Garry Shandling's Show (Aflevering: "No Baby, No Show") - Jay Tarses - The Days and Nights of Molly Dodd (Aflevering: "Here Comes That Cold Wind Off the River") |
| Regie van een miniserie of televisiefilm (Outstanding Directing in a Miniseries or a Special) | Regie van een variété- of muzikale show (Outstanding Directing in a Variety or Music Program) |
| - Lamont Johnson - Lincoln - Marvin J. Chomsky - Billionaire Boys Club - John Erman - The Attic: The Hiding of Anne Frank - Glenn Jordan - Echoes in the Darkness - Paul Wendkos - The Taking of Flight 847: The Uli Derickson Story | - Patricia Birch en Humphrey Burton - Great Performances (Aflevering: "Celebrating Gershwin") - David Grossman - The Smothers Brothers Comedy Hour (Aflevering: "20th Anniversary Reunion") - Hal Gurnee - Late Night with David Letterman (Aflevering: "6th Anniversary Special") - Walter C. Miller - Irving Berlin's 100th Birthday Celebration                       |

### Scenario
| Scenario voor een dramaserie (Outstanding Writing in a Drama Series) | Scenario voor een komedieserie (Outstanding Writing in a Comedy Series) |
| --- | --- |
| - thirtysomething (Aflevering: "Business as Usual") - Paul Haggis en Marshall Herskovitz - Beauty and the Beast (Aflevering: "Pilot") - Ron Koslow - China Beach (Aflevering: "Pilot") - John Sacret Young - L.A. Law (Aflevering: "Beauty and Obese") - Terry Louise Fisher en David E. Kelley - L.A. Law (Aflevering: "Full Marital Jacket") - Terry Louise Fisher, David E. Kelley en Steven Bochco - St. Elsewhere (Aflevering: "The Last One") - Bruce Paltrow, Mark Tinker, Tom Fontana, John Tinker en Channing Gibson | - Frank's Place (Aflevering: "The Bridge") - Hugh Wilson - Cheers (Aflevering: "Home Is the Sailor") - Glen Charles en Les Charles - Designing Women (Aflevering: "Killing All the Right People") - Linda Bloodworth-Thomason - It's Garry Shandling's Show (Aflevering: "It's Garry and Angelica's Show: Part 2") - Tom Gammill, Max Pross en Sam Simon - It's Garry Shandling's Show (Aflevering: "No Baby, No Show") - Garry Shandling en Alan Zweibel - The Wonder Years (Aflevering: "Pilot") - Carol Black en Neal Marlens |
| Scenario voor een miniserie of televisiefilm (Outstanding Writing in a Miniseries or a Special) | Scenario voor een variété- of muzikale show (Outstanding Writing in a Variety or Music Program) |
| - The Attic: The Hiding of Anne Frank - William Hanley - Baby M (Aflevering: "Part I") - James Steven Sadwith - Billionaire Boys Club (Aflevering: "Part I") - Gy Waldron - Foxfire - Susan Cooper - The Murder of Mary Phagan - Jeffrey Lane, Larry McMurtry en George Stevens jr. | - Jackie Mason: The World According to Me - Late Night with David Letterman (Aflevering: "6th Anniversary Special") - The Smothers Brothers Comedy Hour (Aflevering: "20th Anniversary Reunion") - The Tracey Ullman Show (Aflevering: "Ginny Redux") |